# Омельянович Денис Сергійович
Омельянович Денис Сергійович (нар. 17 липня 1977, м. Донецьк) — український політик, народний депутат України, голова підкомітету з питань економічної та фінансової політики Комітету Верховної Ради України з питань аграрної політики та земельних відносин у Верховній Раді 7 скликання (з 12 грудня 2012 року), член депутатської фракції Партії регіонів у Верховній Раді України, почесний президент ПАТ АПК-ІНВЕСТ, віце-президент Хокейного клубу «Донбас». Заслужений працівник промисловості України.

## Біографія
Народився 17 липня 1977 року в місті Донецьк.

### Освіта
У 1999 році закінчив Донецький державний університет економіки і торгівлі ім. Туган-Барановського за спеціальністю «економіка підприємств».

### Кар'єра
- З 1997 по 1998 рік працював економістом II категорії відділу обліку лімітів та розмежування доходів держбюджету в відділенні Держказначейства в Київському районі м. Донецьк.
- З 1998 по 2000 рік — працював менеджером у Закритому акціонерному товаристві "Виробниче об'єднання «Київ-Конті».
- З 2000 по 2004 рік — директор МТЗ ЗАТ "Виробниче об'єднання «Київ-Конті».
- З 2004 по 2006 рік — директор з виробництва ЗАТ "Виробниче об'єднання «Київ-Конті».
- З 2006 року — генеральний директор ЗАТ «АПК-ІНВЕСТ».

## Політична діяльність
- З 2004 року є членом Всеукраїнської молодіжної громадської організації «Союз молоді регіонів України».
- У березні 2010 року вперше обрався народним депутатом України за списками Партії Регіонів, де займав 204-те місце. У Раді VI-го скликання був головою підкомітету з питань земельних відносин Комітету ВРУ з питань аграрної політики та земельних відносин.
- На парламентських виборах 2012 року балотувався по 49 мажоритарному окрузі у Дружківці та Костянтинівці як самовисуванець, при цьому залишаючись членом Партії Регіонів, де здобув перемогу із результатом 63,94% голосів виборців (52 061 осіб). Це дало змоги йому бути з З грудня 2012 по листопад 2014 роки бути народним депутатом України, що згодом дозволило стати головою підкомітету з питань економічної та фінансової політики Комітету Верховної Ради України з питань аграрної політики та земельних відносин та членом депутатської фракції Партії регіонів у Верховній Раді України. Вийшов з Партії регіонів у серпні 2014 року, повідомивши про своє рішення у місцевих газетах свого виборчого округу.

«Но на данный момент я не понимаю, что и зачем делает Партия Регионов и отдельные ее представители. Я не могу согласиться с политикой молчания и замалчивания проблем, которые остро стоят сегодня перед нашим регионом и его жителями, и главное — причин, приведших к этим проблемам. Отсутствие единой четкой и открытой позиции Партии регионов к происходящему в стране, упорное нежелание озвучивать эту позицию, самоустранение партии от своих избирателей делает для меня дальнейшее нахождение в составе Партии регионов неприемлемым»
Проте, через день нардеп передумав і відкликав своє рішення про вихід з політсили.
Голосував за диктаторські закони 16 січня 2014 року.

## Громадська діяльність
- До дня Знань 1 вересня 2011 Денис Омельянович передав учням Червоноармійської школи № 6 новий автобус[5].А у 2012 р. автобус отримали учні Новоєлізаветінської школи Червоноармійського району[6].
- Впродовж 2011 р. було побудовано і передано місту Червоноармійську футбольне поле, на якому проводяться змагання на Кубок АПК-ІНВЕСТ[7].
- Протягом 2012 р. був відремонтований спортивний зал Гришинської загальноосвітньої школи[8].
- З квітня 2012 ведеться будівництво льодового стадіону в м. Дружківка, Донецької області. В рамках програми розвитку і популяризації зимових видів спорту неодноразово були організовані поїздки в обласний центр на матчі професійної хокейної ліги України та континентальної хокейної ліги для юних жителів м. Дружківка[9].
- Були передані нові автомобілі лікувальним установам Дружківки, Костянтинівки, Костянтинівського та Червоноармійського районів Донецької області[10].
- Узяв шефство над Дружківським машинобудівним технікумом, впроваджуються програми розвитку культури і освіти, підтримки ветеранів, малозабезпечених громадян, багатодітних сімей[10].

## Нагороди
- Заслужений працівник промисловості України.

## Сім'я
Одружений. Має сина та доньку.